# امپراتوری اینکا

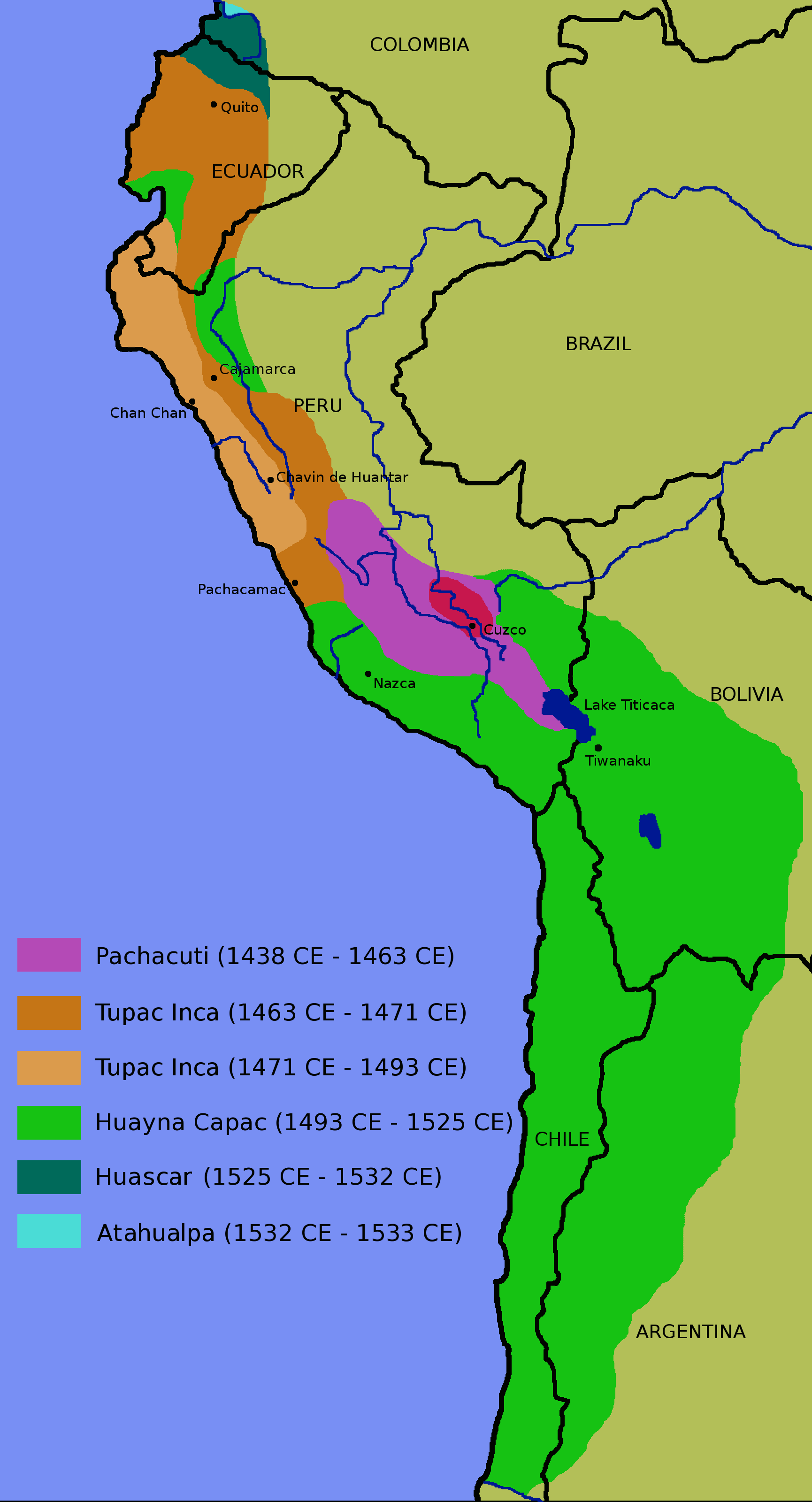
گسترهٔ امپراتوری اینکا (۱۴۳۸–۱۵۲۷).

امپراتوری اینکا (۱۴۳۸ - ۱۵۳۳)، یک امپراتوری از مردم بومی (سرخ‌پوست) در آمریکای جنوبی بود. این امپراتوری در بیشترین پهناوری خود، کشورهای امروزی پرو، اکوادور، بولیوی، و بخش‌هایی از آرژانتین، شیلی و کلمبیا را دربرمی‌گرفت. شهر کوزکو پایتخت اداری، سیاسی و نظامی آن به‌شمار می‌آمد. در سدهٔ شانزدهم میلادی با ورود اسپانیایی‌های تحت فرماندهی فرانسیسکو پیزارو به پرو، این امپراتوری درهم‌شکست و قلمرو آن مستملکهٔ اسپانیا گشت.

## نام
واژهٔ اینکا به معنای «خدا در زمین»، بر گرفته از زبان بومیان کشور پِرو در آمریکای جنوبی است.

### ریشه‌ها
ریشه‌ها، پیدایش و تکامل تمدن اینکا، هنوز در هاله‌ای از ابهام باقی‌مانده‌است. در بارهٔ تاریخ این قوم، منبع و نوشته‌ای وجود ندارد، چون اینکاها فاقد خط بوده‌اند. اما به نظر می‌رسد قبایل اینکا که در پیرامون دریاچهٔ تی‌تی‌کاکا می‌زیسته‌اند، در سدهٔ دوازدهم میلادی به رهبری مانکوکاپاک، فرمانروای افسانه‌ای اینکا، سرزمین‌های مجاور را فتح کرده و با بنای شهر کوزکو، تمدن اینکا را بنیان نهاده‌اند.

#### اسطوره‌ها
دربارهٔ پیدایش و تکامل تمدن اینکا، افسانه‌ها و اسطوره‌های زیادی نقل شده‌است. یکی از گویندگان این اسطوره‌ها، گارسیلازودولاوگا، از تاریخ‌نگاران فتح سرزمین اینکا به دست اسپانیایی‌ها است. افسانه‌ای که وی بازگو کرده، از این قرار است: مانکوکاپاک و مامااوکلو یک زوج افسانه‌ای و از ایزدها بوده‌اند که با لشکری از جادوگران و جنیان کرانه‌های دریاچه تی‌تی‌کاکا را ترک کردند تا به سرزمین برگزیده کوچ کنند. هنگامی که به تپه هواناکائوری (جایی که شهر کوزکو ساخته شد) رسیدند، لشکر جادویی مانکو در داخل زمین فرورفتند و این برای مانکو و همسرش، نشانهٔ پایان انتظار برای جستجوی سرزمین موعود بود و به این ترتیب، این زوج افسانه‌ای شهر خود را روی این تپه بنا کردند.

### مذهب
صنعتی‌زاده چونکه این جوامع علیرغم پیشروی در علوم و فنون، صاحب خط و کتابت نشده‌اند آنان را قومی بَدَوی و مذهبشان را نیز از مذاهب بدوی گفته است.

### گسترش

ماچوپیچو، شهر فراموش شده اینکا.

تمدن اینکا در آغاز تنها یک دولت-شهر کوچک شامل شهر کوزکو و سرزمینهای پیرامون آن بود، اما در سدهٔ پانزدهم میلادی، پاچاکوتی، نهمین امپراتور اینکا و ملقب به ساپا اینکا (رهبر بزرگ)، با گشودن بخش بزرگی از کوه‌های آند، قلمرو اینکا را از حدود کوزکو بسیار فراتر برد و دولت-شهر کوزکو را به یک امپراتوری بزرگ تبدیل کرد. این امپراتوری که تاهوان‌تین‌سویو نامیده می‌شد، یک سازمان فدرالی با یک دولت مرکزی (کوزکو) و چهار استان با دولت‌های محلی به نام‌های: چینچای‌سویو، آنتی‌سویو، کونتی‌سویو و کولاسویو بود. همچنین گمان می‌رود که پاچاکوتی سازندهٔ شهر اسرارآمیز ماچوپیچو بوده باشد.
پس از پاچاکوتی، دیگر فرمانروایان اینکا به ترتیب عبارت بودند از:

#### توپاک اینکا یوپانکویپسر پاچاکوتی
توپاک اینکا دهمین امپراتور اینکا در زمان فرمانروایی پدرش فرمانده ارتش تاهوان‌تین‌سویو بود. وی در سال ۱۴۶۳ میلادی، بخشی از سرزمینهای شمالی قلمرو پدرش (شامل بخش‌هایی از اکوادور و کلمبیای کنونی) را گشود و پس از مرگ پدرش در ۱۴۷۱ و رسیدن به امپراتوری نیز به فتوحاتش ادامه داد. مهم‌ترین گشایش‌های وی، فتح کشور چیمور (جدی‌ترین دشمن اینکا در کرانه‌های پروی کنونی) بود.

#### هوایناکاپاکپسر توپاک اینکا
در زمان هوایناکاپاک، یازدهمین فرمانروا، امپراتوری اینکا به بیشترین وسعت خود رسید. او بخش‌هایی از شیلی و آرژانتین کنونی را به قلمرو امپراتوری پیوست کرد. نیز برخی از شورشهای داخلی را سرکوب نمود. همچنین قلمروش را میان دو فرزندش، هواسکار و آتاهوالپا تقسیم کرد.

### سازمان اجتماعی و اقتصادی
اینکاها زندگی اجتماعی پیشرفته‌ای داشته‌اند. دولت اینکا آنان را از حداقل امکانات بهره‌مند می‌ساخت، و محل سکونت قبایل مختلف را تعیین می‌نمود. هر خانواده‌ای از دولت زمین دریافت می‌کرد و همهٔ افراد موظف بودند روی زمینی که دولت در اختیارشان قرار داده کار کنند و مالیات خود را نیز بپردازند. افراد سالم جامعه می‌بایست معلولان را در کشت و زرع یاری می‌کردند. ازدواج برای مردان در سن ۲۴ سالگی و برای زنان در سن ۱۸ سالگی الزامی بوده‌است. امپراتوری اینکا، دارای شبکه‌ای پیشرفته از راه‌ها بوده و در بیرون شهرها، انبارهایی برای نگهداری از خواربار و مواد غذایی وجود داشته‌است. نوع نظام اقتصادی امپراتوری اینکا سبب شده‌است که از این امپراتوری به عنوان یک تمدن کمونیستی یاد شده و گاه با امپراتوری‌های ایران و روم باستان مقایسه شود.

## کتاب دربارهٔ جامعه اینکا
- جامعه اینکا، از نخستین دولت‌های سوسیالیستی جهان

-اثر لوئی بودن، ترجمهٔ هوشنگ ساعدلو، چاپ انتشارات علمی و فرهنگی، چاپ دوم ۱۳۷۷. (چاپ اول ۱۳۴۵).